# Loco-Quote
Als Loco-Quote wird im Hafenverkehr der Anteil an Waren bezeichnet, der in der Metropolregion des jeweiligen Hafens verbleibt und nicht in den Seehafenhinterlandverkehr übergeht.

## Loco Quoten verschiedener Häfen
| Hafen       | Container | Nichtcontainer |
| ----------- | --------- | -------------- |
| Hamburg     | 18,8 %    | 46,3 %         |
| Bremerhaven | 23,9 %    | 46,6 %         |
| Bremen      | 13,4 %    | 60,6 %         |
| Cuxhaven    | 57,6 %    | 35,5 %         |

(Stand 2004)
| Hafen       | Quote |
| ----------- | ----- |
| Antwerpen   | 40 %  |
| Hamburg     | 30 %  |
| Marseille   | 25 %  |
| Rotterdam   | 17 %  |
| Bremerhaven | 10 %  |
| Le Havre    | 13 %  |
| Gioia Tauro | <1 %  |

(Stand 2005)